# Hutchins (Teksas)
Hutchins – miasto w Stanach Zjednoczonych, w stanie Teksas, w hrabstwie Dallas.

## Demografia
Według przeprowadzonego przez United States Census Bureau spisu powszechnego w 2010 miasto liczyło 5 338 mieszkańców, co oznacza wzrost o 90,3% w porównaniu do roku 2000. Natomiast skład etniczny w mieście wyglądał następująco: Biali 44,5%, Afroamerykanie 39,4%, Azjaci 0,3%, pozostali 15,8%.